# Bye Bye Love (película)
Bye Bye Love es una película de 1995 que trata sobre el divorcio. Fue dirigida por Sam Weisman y escrita por Gary David Goldberg y Brad Hall. Es protagonizada por Matthew Modine, Randy Quaid, Paul Reiser, Janeane Garofalo, Amy Brenneman, Eliza Dushku, Rob Reiner, Amber Benson, y Lindsay Crouse.

## Reparto
| Actor            | Personaje          |
| ---------------- | ------------------ |
| Matthew Modine   | Dave Goldman       |
| Randy Quaid      | Vic Damico         |
| Paul Reiser      | Donny Carson       |
| Janeane Garofalo | Lucille            |
| Rob Reiner       | Dr. David Townsend |
| Amy Brenneman    | Susan              |
| Ross Malinger    | Ben Goldman        |
| Mae Whitman      | Michelle Goldman   |
| Lindsay Crouse   | Grace              |
| Amber Benson     | Meg Damico         |
| Cameron Boyd     | Jed Damico         |
| Jayne Brook      | Claire Carson      |
| Eliza Dushku     | Emma Carson        |
| Johnny Whitworth | Max Cooper         |
| Maria Pitillo    | Kim                |
| Brad Hall        | Phil               |
| Ed Flanders      | Walter Sims        |
| Wendell Pierce   | Hector             |
| Danny Masterson  | Mikey              |
| Jack Black       | DJ                 |
| Stephen Root     |                    |

## Recepción
La película no tuvo mucho éxito, ganando sólo $13 millones en Estados Unidos. Tiene un 16% en Rotten Tomatoes. 
Fue lanzada a DVD en febrero de 2005.

## Banda sonora
La banda sonora incluye a Linda Ronstadt, The Proclaimers, Mary Chapin Carpenter, Ben Taylor, Everly Brothers y Jackson Browne.